# Ruhrstadt

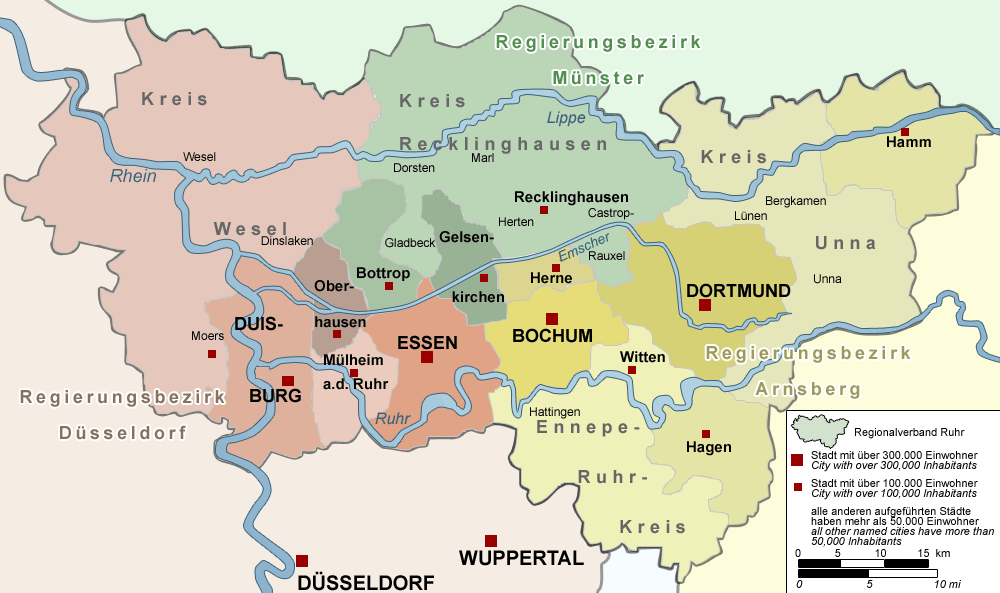
Verwaltungsstruktur im Regionalverband Ruhr; Regierungsbezirke Münster und Arnsberg im LWL, Düsseldorf im LVR

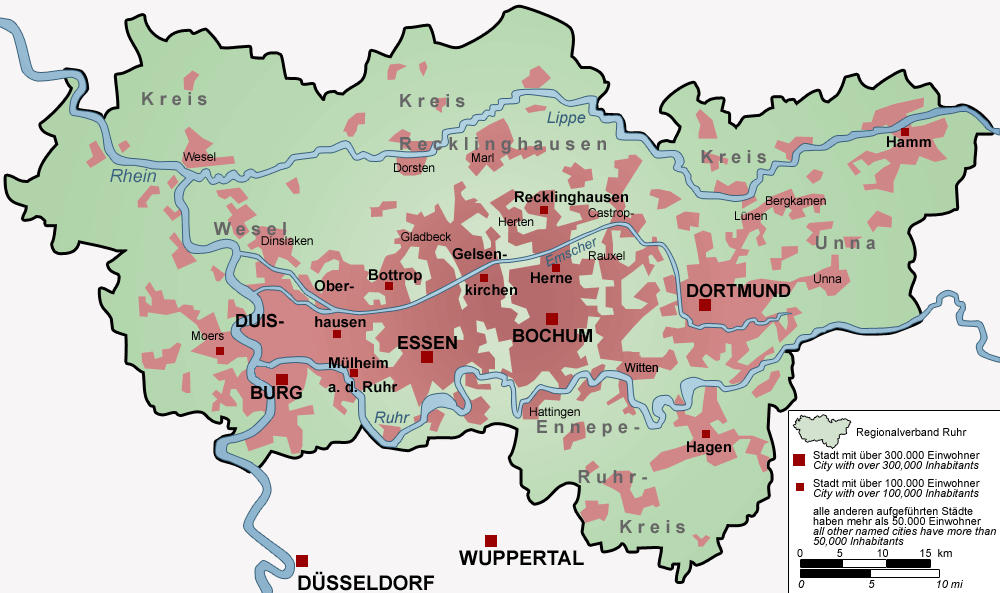
Siedlungsstruktur im Regionalverband Ruhr

Die Bezeichnung Ruhrstadt steht für Pläne einer Fusion der Städte und Gemeinden des Ruhrgebietes. Bisher besteht mit dem Regionalverband Ruhr eine übergreifende Zusammenarbeit von elf kreisfreien Städten und vier Kreisen des Ruhrgebietes. Nach der Initiative Ruhrstadt soll der Name Ruhrstadt als ein erster Schritt in diese mögliche Richtung das Zusammengehörigkeitsgefühl der Städte des Ruhrgebietes fördern.
Der Name Metropole Ruhr wirbt im Regionalmarketing vor allem für die kulturelle Zusammenarbeit der Ruhrgebietsstädte, ist allerdings im Alltagssprachgebrauch weniger gebräuchlich. Für das Jahr 2010 erhielt das Ruhrgebiet (und stellvertretend die Stadt Essen) den Titel einer Europäischen Kulturhauptstadt (RUHR.2010 – Kulturhauptstadt Europas), um das kulturelle Erbe, insbesondere die Industriekultur dieses Raums, herauszustellen und um auf sich als „unkonventionelle werdende Metropole“ aufmerksam zu machen. Auch die Gesellschaft Business Metropole Ruhr (regionale Wirtschaftsförderung für das Ruhrgebiet) bezieht sich auf die Idee des Ruhrgebiets als einer Metropole.
Am 2. Oktober 2020 wurde nach einem WDR 2-Hörerwettbewerb zur Namensfindung im Düsseldorfer Hauptbahnhof ein ICE 4 auf den Namen Metropole Ruhr getauft.
Ein eigener Regierungsbezirk für den Ballungsraum Ruhr besteht bislang nicht, er teilt sich auf die drei Bezirke Arnsberg, Düsseldorf und Münster auf.

## Grundlage
Das Ruhrgebiet ist der größte Ballungsraum Deutschlands und ein Teil der Metropolregion Rhein-Ruhr. Im Allgemeinen versteht man unter dem Begriff Ruhrgebiet heutzutage das Gebiet des Regionalverbands Ruhr (RVR).
Die verwaltungsrechtliche Teilung des Ruhrgebietes ist auf die 1815 gegründeten preußischen Provinzen Jülich-Kleve-Berg und Westfalen zurückzuführen. Preußen richtete sich 1815 bei der Gründung der Provinz Westfalen und dem Vorläufer der Rheinprovinz an den alten Stammesgrenzen zwischen Franken und Sachsen aus. Die Grenzen verliefen durch eine damals dünnbesiedelte und landwirtschaftlich geprägte Region. Mit der Industrialisierung, vor allem dem Steinkohlebergbau und der Stahlerzeugung, wuchsen die alten Hellwegstädte und die Dörfer im Emscherland zu Großstädten. Die alten Grenzen führen seitdem mitten durchs Ruhrgebiet, was zu einer Verwaltung durch die drei Bezirksregierungen in Münster, Arnsberg und Düsseldorf führt.
Koordinierungsaufgaben übernahm der Siedlungsverband Ruhrkohlenbezirk, aus dem der Kommunalverband Ruhrgebiet bzw. der heutige Regionalverband Ruhr entstand. Die Region ist einem ständigen Strukturwandel unterworfen, was die Frage nach mehr Koordination und Zusammenarbeit anstatt einer Konkurrenzsituation zum Beispiel beim Werben um Gewerbeansiedlungen aufwirft.
Allerdings führen die einzelnen Großstädte des Ruhrgebietes vielfach ein Eigenleben und sträuben sich in der Tendenz gegen die Vereinigung zu einer Ruhrstadt. Insbesondere die Flügelstädte berufen sich dabei auf die historisch gewachsenen Strukturen.

## Lösungsmodelle und Zwischenlösungen

### Eine Stadt
Schon in den 1920er Jahren war der Siedlungsverband Ruhrkohlenbezirk (SVR) der Ansicht, dass das Ruhrgebiet aus Rheinland und Westfalen herausgelöst auch verwaltungsrechtlich zu einer Einheit werden sollte. Auch die Nachfolger des SVR, der Kommunalverband Ruhrgebiet (KVR) und der heutige RVR forderten eine solche Ruhrstadt, um die Zersplitterung und die Fernsteuerung des „Reviers“ von außen aufzuheben.
Diese weitestgehende Lösung, die Gründung einer die ganze Stadtregion umfassenden, polyzentrischen Regionalstadt, forderten unter anderem die Grünen und der Verein Pro Ruhrgebiet. Diese Forderungen sind insbesondere bei den beiden Landschaftsverbänden Rheinland (LVR) und Westfalen-Lippe (LWL) umstritten.

### Vier Städte
Eine mögliche Zwischenlösung wäre ein Vier-Städte-Modell, nach dem die übrigen Städte des Kern-Ruhrgebietes den vier großen Kernstädten Duisburg, Essen, Bochum und Dortmund zugeteilt werden. Die Stadt Mülheim an der Ruhr könnte in diesem Modell beispielsweise ein Stadtteil von Essen, und die Stadt Oberhausen ein Stadtteil von Duisburg werden. Entsprechende Pläne bestanden bereits in den 1920er Jahren, z. B. zur Ruhrmündungsstadt um Duisburg.
Für die Neugliederung des Ruhrgebiets zum 1. Januar 1975 wurde von dem damaligen nordrhein-westfälischen Innenminister Willi Weyer am 18. Oktober 1972 der Öffentlichkeit ein Städteverbandsmodell vorgestellt. Es sah die Bildung von vier Städteverbänden (Duisburg, Essen, Bochum und Dortmund) mit jeweils mehr als einer Million Einwohner vor. Wegen der Befürchtung, dies sei eine Vorstufe zur Bildung von vier Millionenstädten im Ruhrgebiet, wurde das Modell damals verworfen.

### Mehrere Städte
Ein alternatives Modell zur Eingemeindung der kleineren Städte nach Kernstädten wäre die Vereinigung der kleineren Städte. So könnten Mülheim an der Ruhr mit Oberhausen oder Gelsenkirchen und Herne zu neuen Städten zusammengelegt werden. Dieses Modell ähnelt der Grundlage gebietsreformerischer Maßnahmen der 1920er Jahre (Gesetz über die kommunale Neugliederung des rheinisch-westfälischen Industriegebiets).
Solche Städtefusionen und die Schaffung neuer Städte haben nicht nur im Ruhrgebiet zahlreiche Vorbilder (z. B. Gelsenkirchen, Wanne-Eickel, Duisburg), sondern auch im Rheinland (Wuppertal, Leverkusen, Krefeld, Mönchengladbach) und im übrigen Deutschland (Groß-Berlin, Groß-Hamburg). Die Eingemeindungen im Jahre 1975 (Wattenscheid, Kettwig, Glabotki usw.) werden im eigentlichen Sinn nicht zu den Städtefusionen gerechnet, da die entstandene Stadt zu keinem Zeitpunkt einen Doppelnamen trug.

### Einführung von Regionaldirektionen
Für die zuvor genannten Modelle gab es bislang keine politischen Mehrheiten. Realistisch schien jedoch die Schaffung eines eigenen „Regierungsbezirks Ruhr“ zu sein, um diese größte Stadtregion Mitteleuropas politisch zu stärken. Bei der nach der Landtagswahl 2005 regierenden Koalition aus CDU und FDP stand die Schaffung eines Ruhrbezirks auf der Agenda. Bis 2012 sollten die beiden Landschaftsverbände und die fünf Regierungsbezirke in Nordrhein-Westfalen abgeschafft und durch drei Regionaldirektionen ersetzt werden. Neben dem Rheinland und Westfalen sollte auch das Ruhrgebiet eine eigene Regionaldirektion erhalten. Regierungssitz sollte die Ruhrgebietsgroßstadt Essen werden. Bei den Verbänden RVR, LVR und LWL wuchs der Widerstand, da sie nach der Landesplanung aufgelöst werden sollten. Diese Pläne wurden bereits im Jahr 2009, also vor der Landtagswahl des folgenden Jahres, von der Regierung Rüttgers aufgegeben.

### Schaffung von Metropolstrukturen ohne Gebietsreform
Dieses Modell geht davon aus, dass die 15 Stadtgemeinden Bochum, Bottrop, Castrop-Rauxel, Dortmund, Duisburg, Essen, Gladbeck, Gelsenkirchen, Hattingen, Herne, Herten, Mülheim, Oberhausen, Recklinghausen und Witten ein einziges zusammenhängendes Stadtgebiet bilden, das schon heute de facto eine Metropole darstellt, die als „Ruhrstadt“ bezeichnet werden kann. Eine eigene Rechtspersönlichkeit besitzt die Metropole jedoch nicht. Im administrativen Sinne gibt es die Ruhrstadt bisher ebenso wenig.
Der Klassifizierung als Metropole folgend, könnte das Umland der Ruhrstadt als „Großraum Ruhrstadt“ oder „Metropolregion Ruhrstadt“ bezeichnet werden und ist mit dem urbanen Raum des Ruhrgebiets identisch.
Weiterhin wird bei dieser Lösung davon ausgegangen, dass es den 15 Stadtgemeinden als tragenden Teilen der Metropole Ruhrstadt obliegt, eine metropolengerechte Verwaltungs- und Infrastruktur für das gemeinsame Stadtgebiet zu schaffen. Das betrifft insbesondere drei Bereiche:
- Die Übertragung von Verwaltungsaufgaben auf zentrale Verwaltungseinheiten, die für die gesamte Metropole zuständig sind.
- Die Verschmelzung städtischer Unternehmen und Gesellschaften (u. a. Stadtwerke, Nahverkehrsunternehmen).
- Die Einrichtung von Infrastrukturgesellschaften, die die zentrale Planung der Infrastruktur (u. a. ÖPNV, Ver- und Entsorgung) übernehmen, die das gemeinsame Stadtgebiet erschließt.

Im Unterschied zu den anderen Lösungsmodellen ist bei dieser Lösung für den Aufbau metropolengerechter Strukturen keine Gebietsreform, also auch keine Eingemeindung der 15 Stadtgemeinden in eine Ruhrstadt, erforderlich. Für die Schaffung der nötigen Strukturen ist der bestehende kommunale Rechtsrahmen ausreichend. Jedoch können gezielte Anpassungen des Kommunalrechts den Aufbau von Metropolstrukturen erleichtern und befördern. So erscheint es sinnvoll, dass dem entsprechenden Stadtgebiet per Landesgesetz der Name „Ruhrstadt“ zugewiesen wird, damit die Metropole namentlich auf Landkarten verzeichnet werden kann.
Trotzdem die rechtlichen Voraussetzungen gegeben sind, besitzt die Ruhrstadt jedoch bis heute keine metropolengerechte Verwaltungs- und Infrastruktur. Dieser Umstand ist fehlendem politischen Handlungswillen in den 15 Metropolgemeinden geschuldet. Es gibt keine relevanten Initiativen, die das Ziel verfolgen, die erforderlichen Metropolstrukturen zu schaffen.
Um diese Blockade der politisch Handelnden zu überwinden, haben Die Stadtgestalter vorgeschlagen, dass die Stadtgemeinden, die bereit sind Aufgaben an gemeinsame, metropolenübergreifende Einrichtung zu übertragen, zunächst eine Kern-Ruhrstadt bilden, der sich zu späteren Zeitpunkten weitere Stadtgemeinden anschließen können. Als Vorbild für diese Lösung kann der Entwicklungsprozess, den die Europäische Union vollzogen hat, angesehen werden.